# One More Car, One More Rider
One More Car, One More Rider è l’ottavo album live del cantante e chitarrista inglese Eric Clapton, pubblicato nel 2002.

## Il disco
Le registrazioni sono state effettuate dal vivo nei giorni del 18 e 19 agosto 2001 durante un concerto tenutosi allo Staples Center di Los Angeles.

## Tracce

### Disco 1
1. Key to the Highway (Broonzy, Charles Segar) – 3:41
2. Reptile (Eric Clapton) – 5:59
3. Got You on My Mind (Howard Biggs, Joe Thomas) – 3:51
4. Tears in Heaven (Clapton, Will Jennings) – 4:34
5. Bell Bottom Blues (Clapton) – 5:02
6. Change the World (Gordon Kennedy, Wayne Kirkpatrick, Tommy Sims) – 6:16
7. My Father's Eyes (Clapton) – 8:34
8. River of Tears (Clapton, Simon Climie) – 8:59
9. Going Down Slow (Saint Louis Jimmy) – 5:34
10. She's Gone (Clapton, Climie) – 6:58

### Disco 2
1. I Want a Little Girl (Murray Mencher, Billy Moll) – 4:38
2. Badge (Clapton, George Harrison) – 6:02
3. (I'm Your) Hoochie Coochie Man (Willie Dixon) – 4:30
4. Have You Ever Loved a Woman (Billy Myles) – 7:53
5. Cocaine (J. J. Cale) – 4:20
6. Wonderful Tonight (Clapton) – 6:42
7. Layla (Clapton, Jim Gordon) – 9:16
8. Sunshine of Your Love (Pete Brown, Jack Bruce, Clapton) – 7:11
9. Over the Rainbow (Harold Arlen, E. Y. Harburg) – 6:33

## Formazione
- Eric Clapton - chitarra, voce
- Billy Preston - hammond, tastiere, voce
- Steve Gadd - batteria
- David Sancious - tastiere, melodica
- Nathan East - basso, cori
- Andy Fairweather-Low - chitarra, cori